# Jake Adelstein
Jake Adelstein (Columbia, 28 de marzo de 1969) es un periodista estadounidense afincado en Japón. A lo largo de su trayectoria se ha especializado en crónica negra y en investigación de la mafia japonesa. Su obra más conocida es el libro Tokyo Vice, que ha sido adaptado a serie de televisión.

## Biografía
Jake nació en Columbia, Misuri, en una familia de judíos estadounidenses. Con 19 años emigró a Japón para estudiar literatura japonesa en la Universidad Sofía de Tokio.
En 1993 se convirtió en el primer periodista extranjero contratado por el Yomiuri Shimbun, el diario con mayor distribución mundial, después de haber superado el examen de ingreso. Adelstein formó parte de la redacción de sucesos durante los siguientes doce años y se especializó en periodismo de investigación. Buena parte de su experiencia personal está recogida en la biografía Tokyo Vice, publicada en 2009 y adaptada a serie de televisión en 2022.
Después de marcharse del Yomiuri Shimbun, Adelstein mantuvo su residencia en Tokio y siguió trabajando como reportero autónomo. En 2008 publicó para The Washington Post una serie de reportajes sobre el circuito de lavado de dinero de la mafia japonesa en los casinos de Las Vegas. Entre otros detalles, el periodista desveló que uno de los líderes de la yakuza, Tadamasa Goto, había negociado en 2001 con el FBI para viajar a Estados Unidos —donde tenía prohibida la entrada— y someterse a un trasplante de hígado en el Hospital Universitario de la UCLA, a cambio de un donativo de 100.000 dólares que le permitió saltarse la lista de espera. A raíz de esa exclusiva, tuvo que vivir un tiempo con escolta porque la organización de Goto le amenazó de muerte.
Adelstein ha continuado trabajando como periodista autónomo para medios como The Daily Beast, The Japan Times y Vice News entre otras publicaciones. También es miembro asesor de Lighthouse, una organización japonesa sin ánimo de lucro que combate la trata de personas.

## Obra literaria
En 2009 lanzó su primer libro, Tokyo Vice: An American Reporter on the Police Beat in Japan, en el que habla tanto de su trayectoria en Japón como de las investigaciones periodísticas que llevó a cabo en la redacción del Yomiuri Shimbun. La obra fue publicada originalmente por Pantheon Books en Estados Unidos y ha sido editada en español por Península, del grupo Planeta. En abril de 2022 se estrenó una adaptación a serie de televisión, Tokyo Vice, producida por HBO Max y con la participación de Ansel Elgort en el papel de Adelstein.
Además de Tokyo Vice, Adelstein ha publicado The Last Yakuza (2016), en el que aborda aspectos de la mafia japonesa, y Pay the Devil in Bitcoin (2017), un reportaje sobre el uso de las criptomonedas en el crimen organizado.

## Obras
- Tokyo Vice: An American Reporter on the Police Beat in Japan (Pantheon Books, 2009, ed. Península)
- The Last Yakuza: A Life in the Japanese Underworld (Pantheon Books, 2016)
- Pay the Devil in Bitcoin: The Creation of a Cryptocurrency and How Half a Billion Dollars of It Vanished from Japan (Kindle Single, 2017)